# Chukuwalyee Pool
Der Chukuwalyee Pool ist ein See im Nordwesten des australischen Bundesstaates Western Australia. 
Der See liegt im Verlauf des Oakover River.